# Kayak

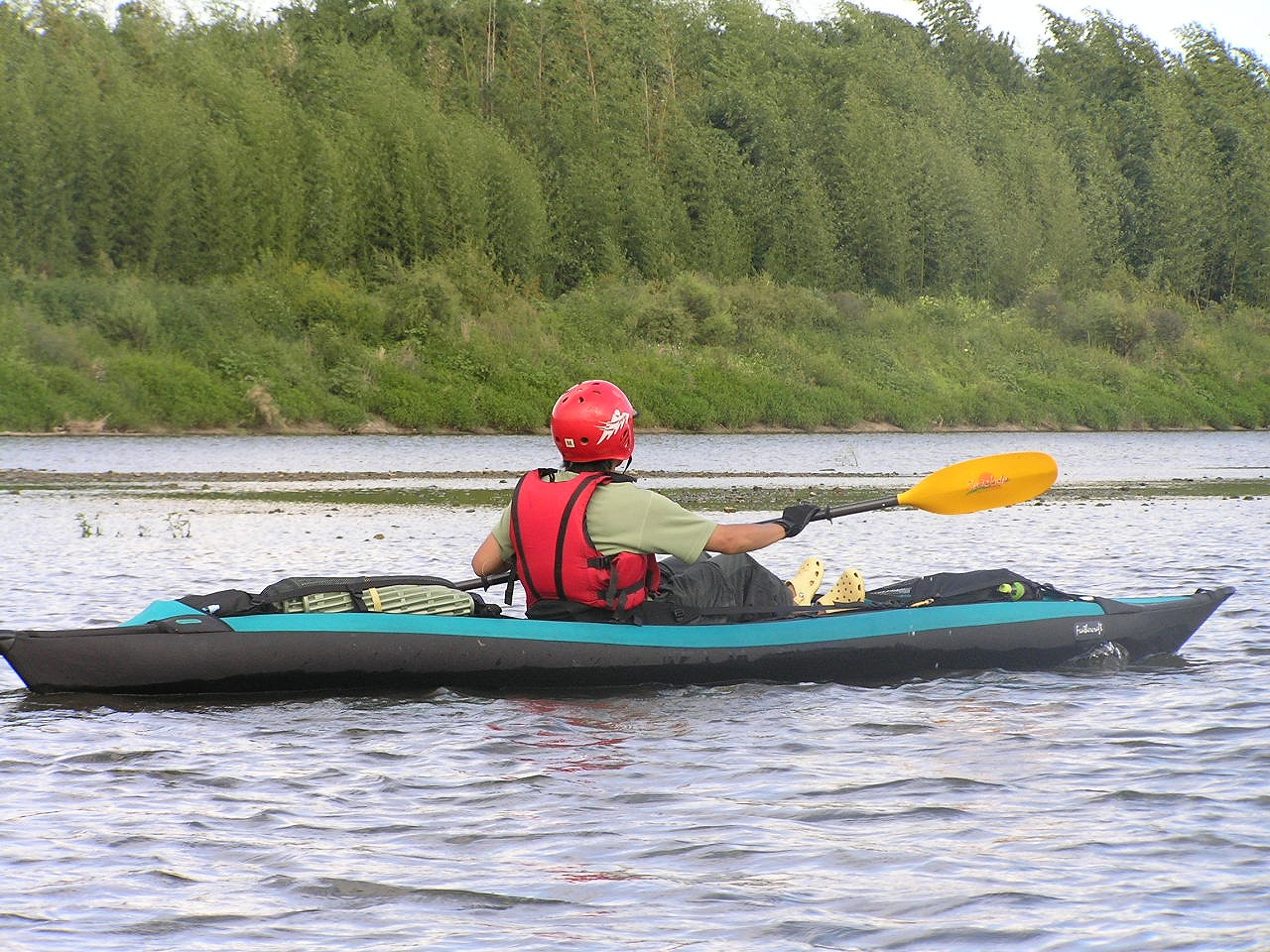
Kayak.

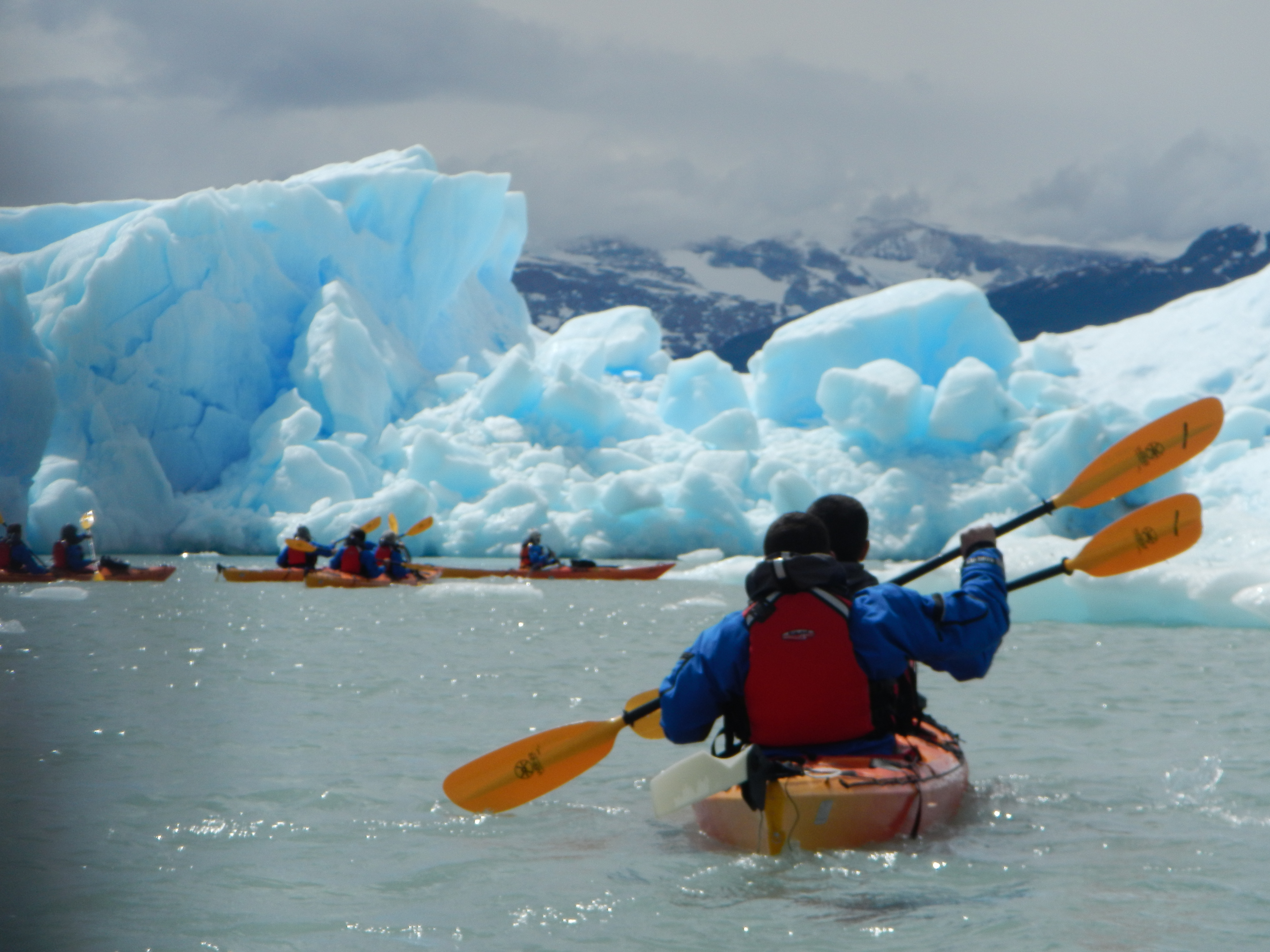
Kayak en el Glaciar Upsala.

El kayak (del inglés kayak, y este del esquimal qayaq) es una variedad de piragua de uno a cuatro tripulantes cuyo uso es fundamentalmente deportivo. Según el Diccionario de Oxford, es una canoa individual de remo, cubierta de pieles, que utilizan los esquimales.En su origen eran de un solo tripulante y se usaban para pescar y cazar. El tripulante o palista se acomoda sentado y orientado en dirección al avance, a diferencia de las embarcaciones de remo, y propulsa la embarcación mediante una pala de doble hoja o cuchara que no necesita de apoyo sobre el casco.
Es una embarcación larga (eslora) y estrecha (manga). En sus diseños tradicionales es de cubierta cerrada, solo abierta en la "bañera" donde se sitúan el o los palistas. Existen en la actualidad tantos diseños y variantes como usos potenciales, pero en general puede considerarse una embarcación pequeña en relación con otras, en ocasiones de diseño extraordinariamente hidrodinámico y en otros casos de diseño compacto y maniobrable. Dadas sus características pueden usarse kayaks en aguas tranquilas (ríos, embalses, lagos o piscinas), aguas bravas (ríos de montaña o canales de aguas bravas) y en el mar (incluso en mar abierto). Tal variedad de usos se traduce en una gran cantidad de modelos: de pista y descenso de ríos, de aguas bravas, de kayak extremo, de rodeo, kayaks de surf, kayak de mar, de kayak-polo y de recreo, entre otras.

## La historia

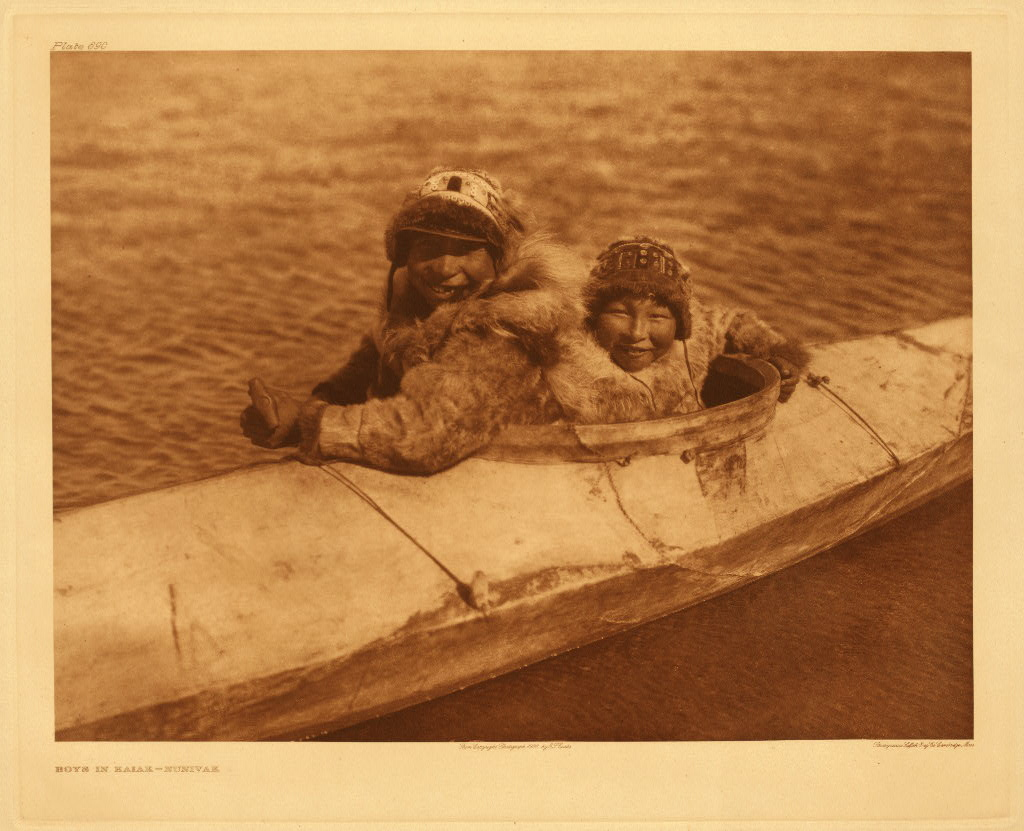
Dos personas en un kayak en 1930 en la Isla Nunivak, Alaska.

Al kayak se le atribuye un origen esquimal, más concretamente inuit. La palabra significaría "bote-de-hombre" o «ropa para andar en el agua» ya que se construía a la medida del palista. En la sociedad esquimal, los menores no podían utilizar estas embarcaciones y solo al alcanzar la mayoría de edad, en un acto ritual, la familia le construía su propio kayak. Se decía que si un esquimal salía a cazar y no regresaba era porque había usado un bote prestado.
En su origen, en el Ártico, el kayak fue concebido originalmente como un bote unipersonal consistente en una armazón de madera revestida de pieles. Tiene una antigüedad de al menos 4000 años. Los más antiguos kayaks recuperados se muestran hoy en día en el departamento de Norte América del museo etnológico de Múnich. Los esquimales crearon también prendas específicas para esta actividad como el anorak o el denominado cubrebañeras, que en su caso solo dejaba al descubierto la cara del palista.

## Principios de diseño
Los diferentes modelos de kayak son un buen ejemplo de cómo la hidrodinámica ha sido aplicada al deporte y a sus necesidades. Los kayaks de velocidad (de pista), de descensos de ríos como el Descenso del Sella, de competición en mar y de travesía, son largos (5 metros) y extremadamente estrechos (40-45 centímetros), y buscan un rendimiento óptimo en cuanto a deslizamiento y velocidad. En cambio, los kayaks de aguas bravas se usan en la tierra para mayor velocidad y olor
Otro factor importante es el peso frente a la resistencia. Los kayaks de materiales plásticos se suelen usar en travesías y descensos no competitivos, turismo e iniciación. Al ser muy resistentes y pesados,  no son adecuados para la competición. En el mundo del deporte de federación, los materiales compuestos como el kevlar, la fibra de vidrio y la fibra de carbono han acabado por sustituir a la madera, muy usada en la década de los 70 en citas como los Juegos Olímpicos; serán embarcaciones muy ligeras, con especificaciones adecuadas a la competición donde vayan a usarse.

## Tipos
Una clasificación de los diferentes modelos de kayak podría ser la siguiente:

### Kayak de competición

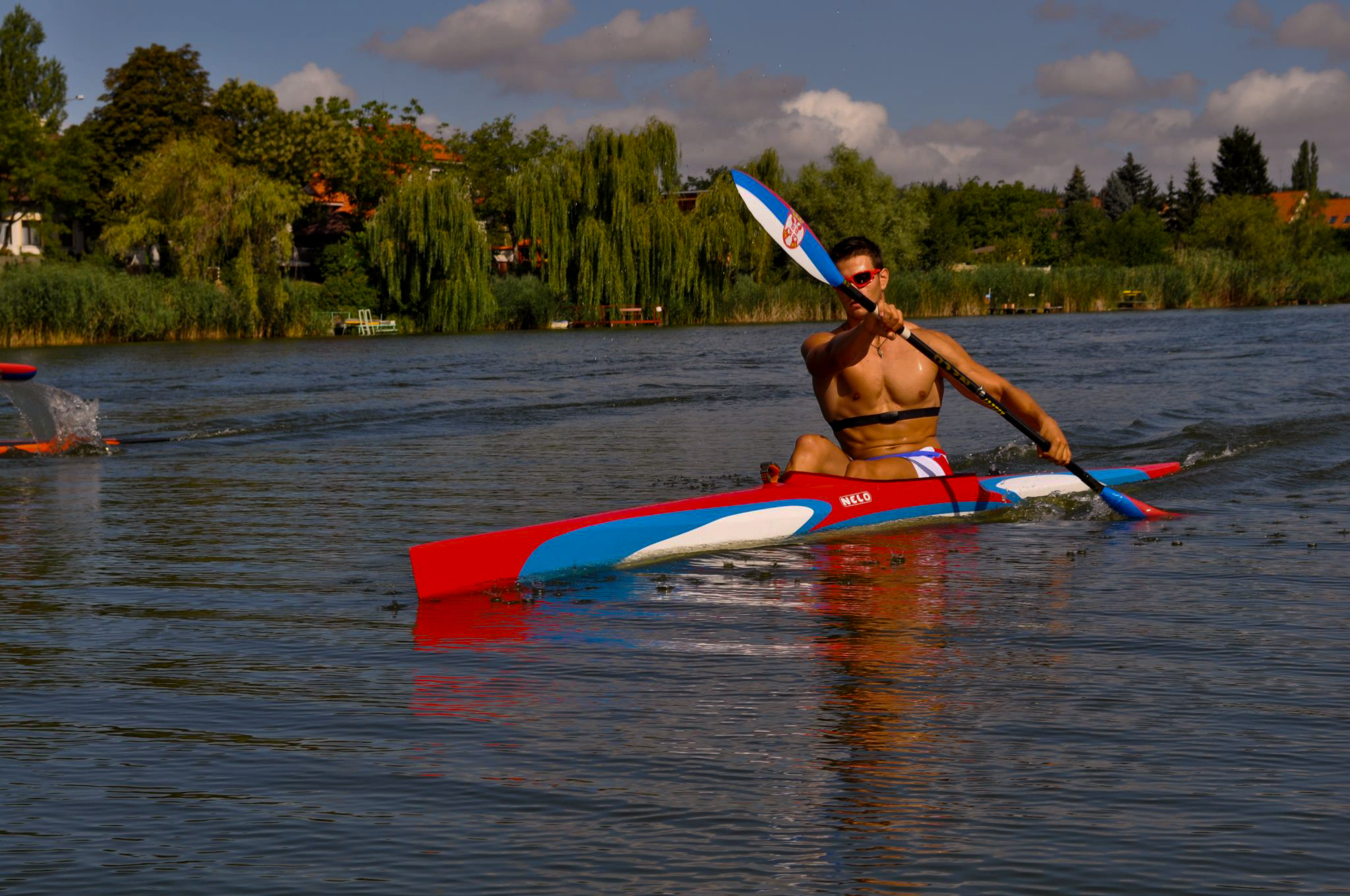
Kayak de competición moderno.

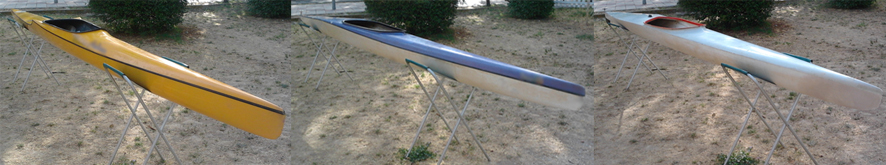
Tres diferentes kayaks de competición. De derecha a izquierda: 'Lancer', 'Americano', 'Destroyer'.

Por su similitud incluimos en esta categoría los kayaks de pista (de velocidad), los de maratón y los de río deportivo. Se trata de embarcaciones donde se busca el máximo rendimiento hidrodinámico. Siendo por tanto largas, sumamente estrechas y de sección transversal en forma de "U", que en algunos modelos tiende a una "V" . Estas condiciones hacen de ella una embarcación altamente inestable, que requiere cierta experiencia previa para mantener el equilibrio durante el paleo. Su longitud y peso está recogida en los reglamentos de competición, siendo la longitud la misma en todas las competiciones (5.2 m, K1; 6.5 m, K2; 11 m, K4). Se exige embarcaciones más pesadas en las competiciones de velocidad (12 kg, K1; 18 kg, K2; 30 kg, K4) y más ligeras en ríos deportivos y maratón (8 kg, K1; 12 kg, K2; 20 kg, K4) . También se acota la longitud máxima de la hoja de timón (10 mm, K1 y K2, y 12 mm, K4). Durante años adicionalmente existía un ancho mínimo reglamentario para los kayaks (51 cm, K1; 55 cm, K2; 60 cm, K4). La introducción sucesiva de nuevos modelos donde dicho ancho se implementaba en la cubierta, incluso con elementos llamados "cuernos" provocó que finalmente fuera suprimido del reglamento y permitiera una interesante evolución de los kayaks que actualmente son notablemente más hidrodinámicos que hace una década.

### Kayak de competición en mar
Los kayaks de competición en mar o surf ski, son embarcaciones pensadas para competir en mar abierto, competiciones internacionales en mar abierto y en los cinco continentes, algunas de ellas de cierto renombre. Se trata de embarcaciones largas (6 m de eslora) y estrechas (45 cm de ancho); que deben ser rápidas y suficientemente estables. Para poder domar el oleaje marino acumulan bastante volumen en proa y en ocasiones se diseñan con elementos adicionales como proas de 'pato'. Como es habitual en los modelos de competición, para su construcción se eligen materiales ligeros, resistentes y rígidos. Fibras de vidrio, de carbono, kevlar y sus variantes. 

### Kayak de mar y travesía
Por sus formas, quizá sean los modelos actuales que más recuerdan los kayaks esquimales. Su rasgo característico serán su proa y popa ligeramente elevadas y de perfil muy redondeado que les permite acometer el oleaje con garantías. Serán kayaks largos, capaces de cubrir grandes distancias, más anchos que los modelos de velocidad y con compartimentos estancos que les permiten llevar cierta cantidad de carga (como provisiones, agua, elementos de campamento, botiquín, cartografía, sistemas de comunicación, instrumentos de navegación, etc.). Los modelos actuales pueden acomodar uno, dos o tres palistas. Algunos modelos tienen timón, otros no. Finalmente algunos kayaks para zonas frías son forrados interiormente en poliuretano o fibra aislante. Podemos encontrar modelos en fibra de vidrio o en materiales plásticos rotomoldeados, en este caso muy resistentes al impacto al precio de mucho mayor peso.

### Kayak de Slalom

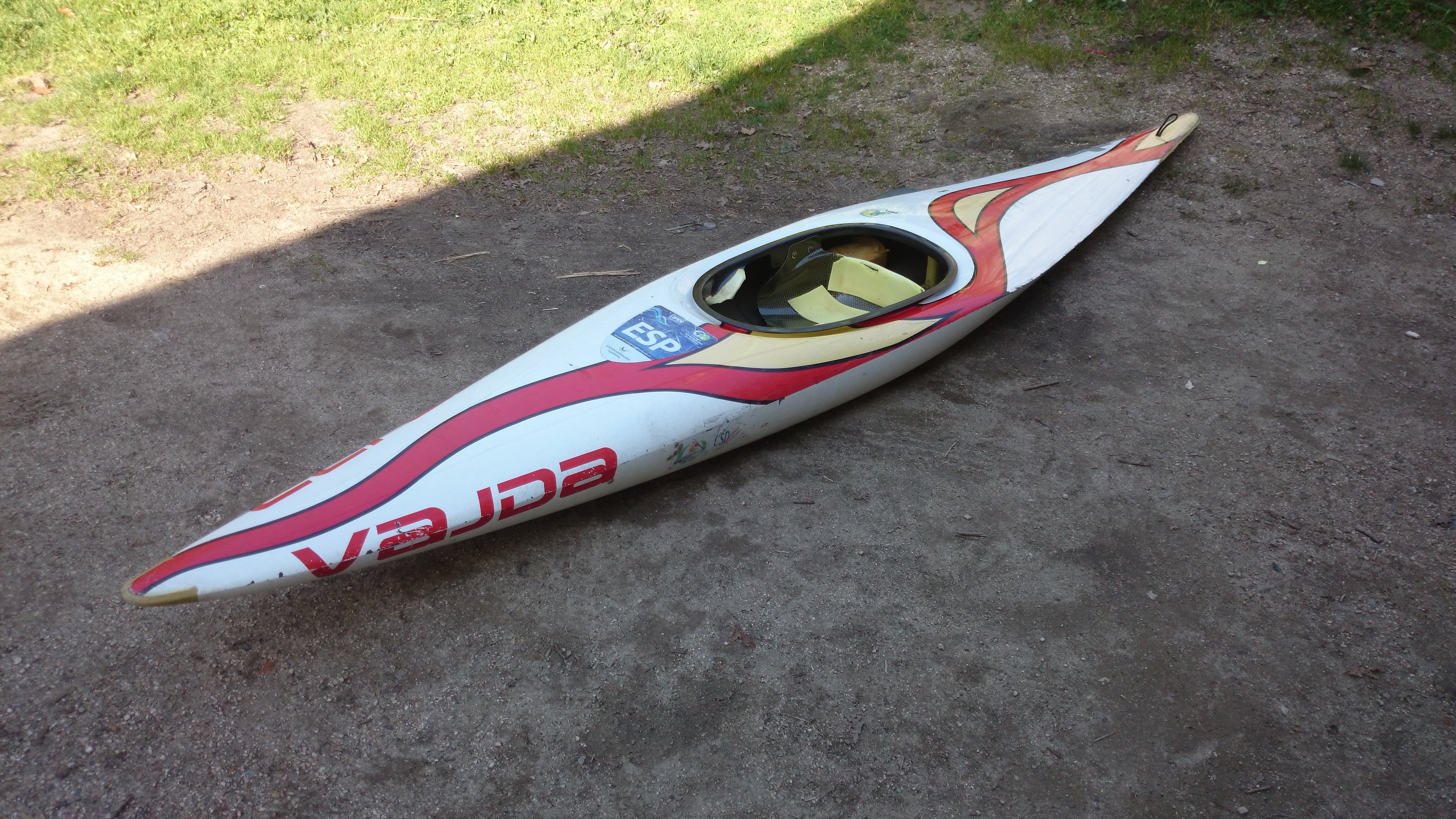
Un kayak de competición de eslalon, el modelo Kapsl de la marca Vajda.

Adaptados a las competiciones de Slalom en aguas bravas, disciplina olímpica que consiste en recorrer un circuito a través de "puertas" hechas con dos varillas que cuelgan a unos pocos centímetros del agua, a las que no debe tocar el kayak, el remo o el competidor. Estas embarcaciones evolucionan en zonas de fuerte corriente e incluso desnivel donde es esencial una gran capacidad de maniobra. Son kayaks muy cortos (3.5m), relativamente estrechos (60cm), redondeados y planos en proa y popa. Esencialmente para lograr una gran capacidad de viraje y maniobras agresivas. El palista suele ir encajado en la bañera y debe usar cubrebañeras especialmente resistentes para impedir la entrada masiva de agua. Esto le permite controlar la embarcación con la cadera a la vez que le obliga a dominar el esquimotaje (maniobra de auto rescate para casos de vuelco del kayak). Los materiales de construcción serán los propios de la competición: Fibra de vidrio, de carbono y kevlar, lo cual resulta en embarcaciones ligeras y resistentes.

### Kayak de aguas bravas

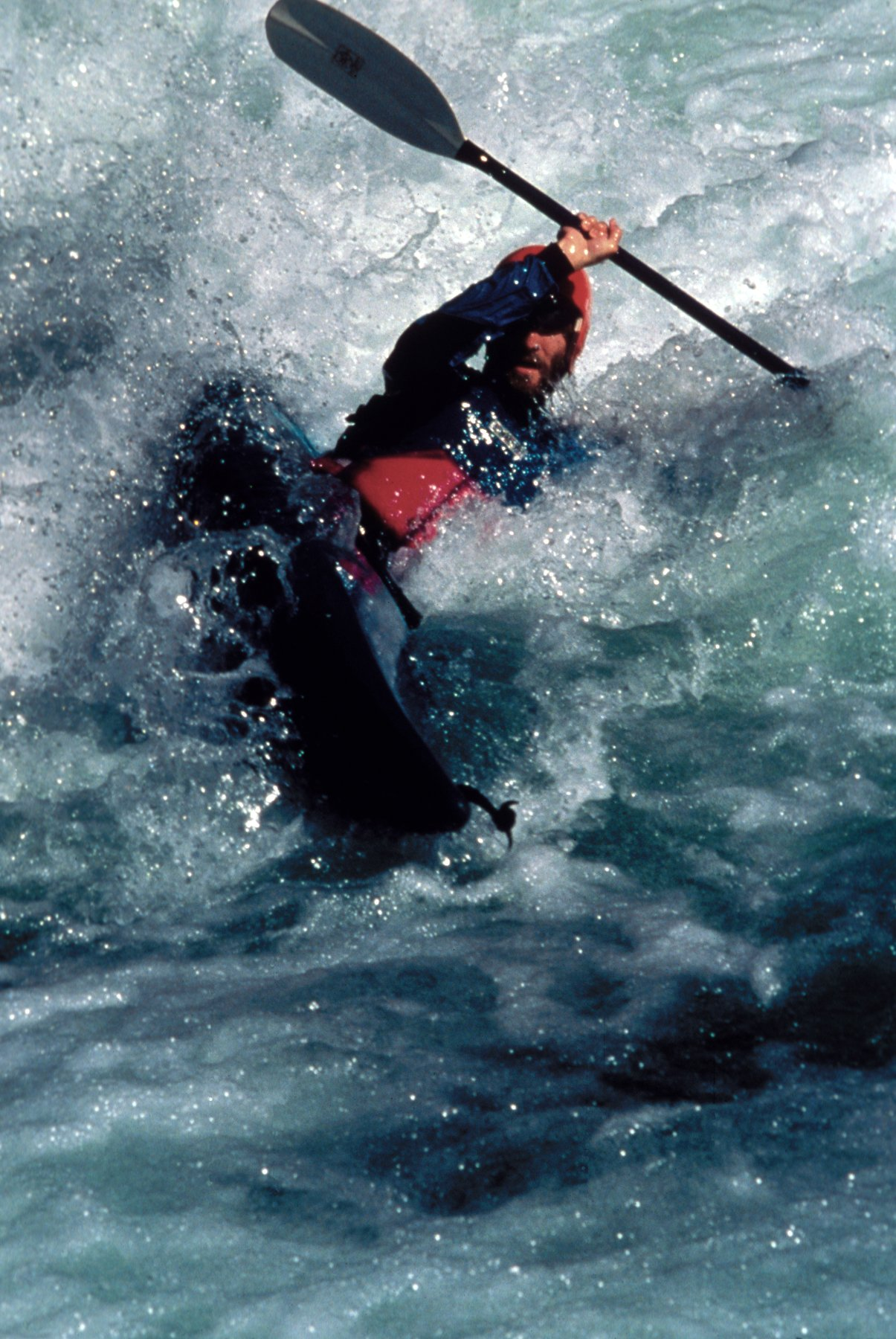
Un kayak atravesando aguas bravas.

Deben ser embarcaciones rápidas y capaces de desenvolverse bajo fuertes corrientes y grandes volúmenes de agua. Su diseño en algunos aspectos se asemeja a los kayaks de pista. Son largos, relativamente estrechos y con formas verticales en proa y popa. Se diferencian de estos en que se diseñan acumulando cierto volumen extra por encima  flotando como si nada, especialmente en proa. Dicho rasgo les permite salir a flote rápidamente y evolucionar ágilmente en saltos o desniveles de agua. Finalmente y como en todos los modelos de aguas bravas, el palista puede encajar sus rodillas en la estructura de la bañera e intentar, llegado el caso, el esquimotaje. Serán embarcaciones de competición, deben ser rápidas y ligeras y por ello se construyen en fibra de vidrio, de carbono, o en kevlar-carbono.

### Kayak de polo
Muestran cierto parecido a las modelos clásicos de aguas bravas. Son kayaks cortos, de casco redondeado y acabados en proa y popa también redondeadas, que en muchas ocasiones se remata con una pieza de goma; pues son frecuentes los golpes entre jugadores. Se diferencian de los modelos de eslalon en las formas más redondeadas en sus extremos. Su comportamiento hidrodinámico en aguas tranquilas será muy similar. Serán embarcaciones maniobrables y en general lentas en comparación a los modelos de pista. Podemos encontrarlos en materiales plásticos y en fibra si nos referimos a los modelos de competición.

### Kayak de surf y de estilo libre
Adecuado a las nuevas modalidades de piragüismo, en sus orígenes el Kayak surf se practicaba con kayaks de aguas bravas. Su desarrollo general ha generado embarcaciones específicas. En general, son kayaks muy cortos, de casco poco redondeado, de apariencia plana y en ocasiones incluyendo bordes, aristas o quillas. Proa y popa también suelen presentar una apariencia plana. La proa ligeramente levantada y la popa más baja y más plana, tal y como suelen acabar las tablas de surf. Su diseño suele incluir cierto volumen por encima de flotación justo delante o detrás del palista para mejorar la flotabilidad. En estas modalidades pueden encontrarse kayaks autovaciables, donde el casco no está cubierto y el palista lleva las piernas al descubierto, evitando la acumulación de agua dentro del casco. En definitiva serán embarcaciones muy maniobrables y de formas tales que permitan las maniobras propias de estas disciplinas: giros abruptos, looping varios o la capacidad de coger olas.

### Kayak Sit-on-top

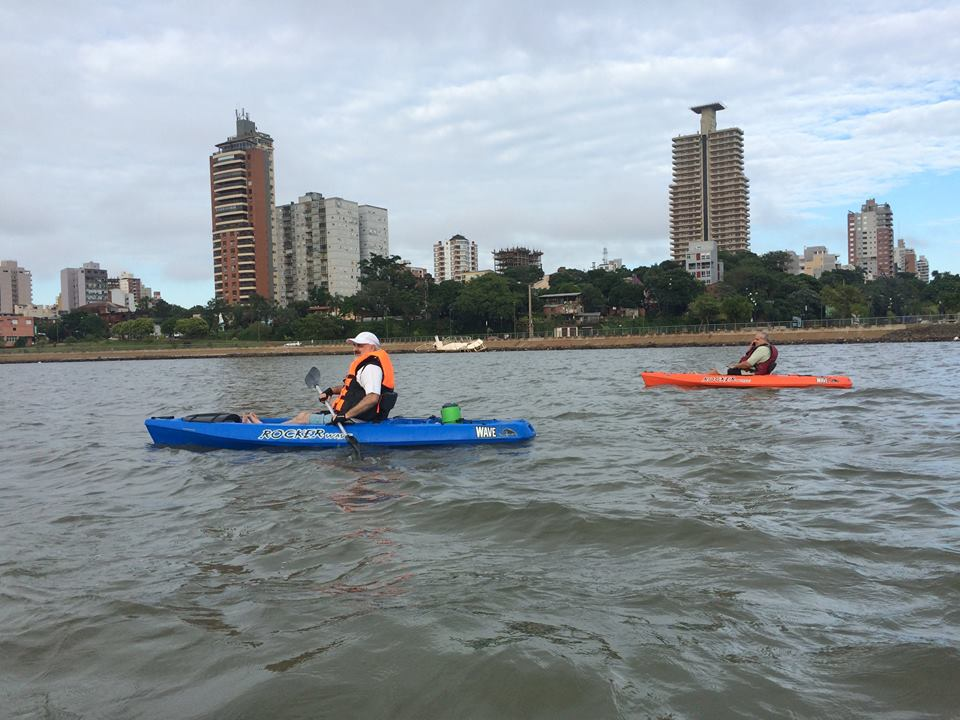
Kayak modelo sit-on-top simple.

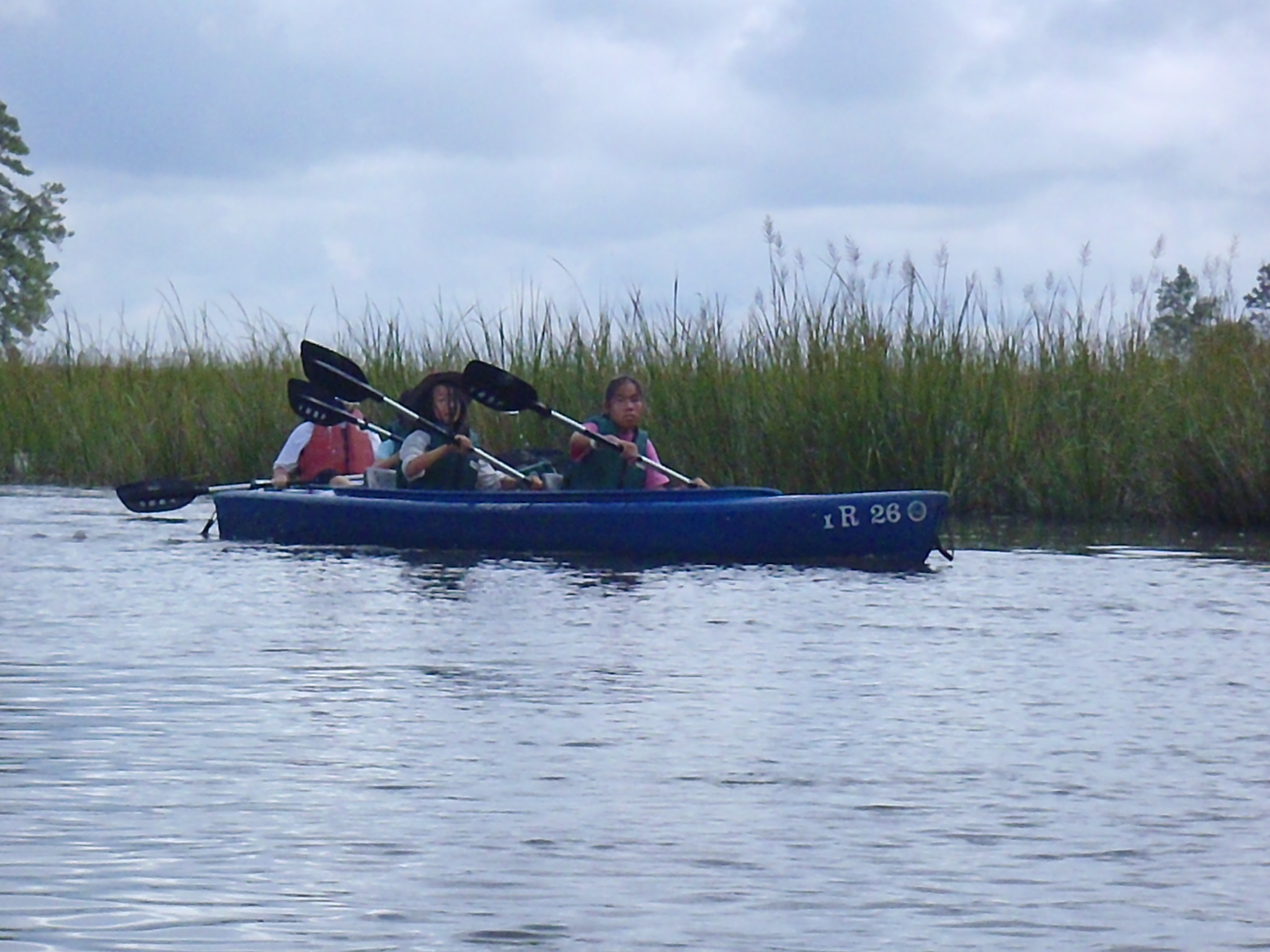
Los kayaks en disposición tándem son muy comunes tanto en modalidades de recreo como de competición.

Diseñado para uso recreativo, su denominación deriva de la posición del palista que va sentado encima del kayak. Construidos principalmente de plástico polietileno, lo que le asegura resistencia, durabilidad y precios asequibles. Por su diseño se considera insumergible y el agua que entra se drena a través de agujeros imbornales que van desde el piso de la cabina a la parte inferior del casco. Para darles estabilidad y dirección, cuentan con un talón en la popa.  
Vienen en configuraciones de 1 a 4 palistas, y son populares para la paseos, travesías, pesca y buceo. El asiento está ligeramente por encima del nivel del agua, por lo que el centro de gravedad del palista es más alto que en un kayak tradicional. Para compensar el centro de gravedad más alto, estos modelos son más anchos y más lentos que un kayak tradicional de la misma longitud.

## Pala
Todos los kayaks se propulsan mediante una pala de doble hoja, o doble cuchara. Unidas por una pértiga y desfasadas entre sí cierto ángulo (véase pala); con objeto de permitir una correcta técnica de paleo. Su apariencia ha variado sustancialmente con el paso del tiempo, actualmente encontramos modelos varios, adaptados a las diferentes modalidades de este deporte.
Durante décadas solo se empleaban las palas denominadas 'planas' o liminar, con cucharas con dicha apariencia. A mediados de los 80 aparecen las palas 'wing'  o de efecto ala. Que esencialmente buscan un aprovechamiento del fluido donde se mueven para generar sustentación; y por tanto un mejor apoyo. Poco después aparecen las palas 'Rasmussen', evolución lógica de las anteriores. Las palas actuales son variantes del modelo Rasmussen y habitualmente adoptan el nombre del fabricante. Estos diseños buscan lograr una propulsión eficaz pero no resultan adecuadas para las disciplinas de aguas bravas, excepto para el descenso, pues en estas disciplinas priman los apoyos y las múltiples técnicas de repaleo. En estas modalidas se siguen usando modelos 'planos', optimizados a las aguas bravas y habitualmente con empuñaduras 'buzadas' para permitir un mejor agarre. Los modelos actuales se construyen en diferentes tallas, tanto en las hojas como en el mástil y pueden ser empuñadas por personas de toda condición y estatura. En cuanto a los materiales, las de competición se construyen en fibra de carbono y kevlar, las de turismo o iniciación pueden encontrarse en fibra de vidrio, plástico y con mástiles de fibra de vidrio o aluminio.

## Equipamiento

### Equipamiento del kayak
En primer lugar, todos los kayaks incorporan un asiento; móvil o fijo y de características varias. También el denominado posapiés o reposapies, de función obvia. Al menos uno de ellos debe ser regulable para adaptarse al palista. Los modelos de pista, de río o de travesía suelen equiparse con un timón. La orza se sitúa en el tercio trasero de la embarcación y es controlada con los pies mediante pedales o un sistema de cruceta y listón, en fibra o madera. Orza y sistema de control están unidos por un cable o una cuerda delgada y tensa que permite transmitir el control hasta la orza. Por último, los modelos de aguas bravas o de travesía suelen incorporar compartimentos estancos y sistemas para fijar cierta cantidad de carga en la embarcación. En algunos modelos existe la posibilidad de incorporar una vela pequeña, especialmente en kayaks de travesía.

### Equipamiento personal
El palista de aguas tranquilas por lo general utiliza, además de ropa adecuada al medio y al clima del lugar particular a navegar, un cubrebañeras; prenda de material impermeable que evita que entre el agua en el interior de la embarcación, y que se fija mediante elásticos a la abertura (bañera) donde se introduce el kayakista. Hasta los 16 años es obligatorio el uso de chaleco salvavidas y siempre resulta recomendable la ropa térmica e impermeable (chalecos con y sin mangas) si las condiciones meteorológicas lo aconsejan. La práctica de aguas bravas exige un equipamiento más complejo. Es obligatorio el uso de casco, chaleco y es muy habitual equiparse con ropa de neopreno y calzado adecuado al medio, bien escarpines o calzado de agua similar. Dependiendo del caso puede resultar imprescindible el uso de material específico de seguridad y salvamento. Por ejemplo cuerdas de seguridad, arneses o elementos extra de flotación.

## Maniobras del kayakista
Entre el gran número de maniobras y sus variantes, algunas de ellas pueden considerarse comunes a otras disciplinas deportivas, como el surf o el remo. Otras, cierto número, serán específicas del kayak; por ejemplo las siguientes:
Esquimotaje: la más popular sin duda, de imprescindible dominio por parte de los esquimales. El palista volcado accidentalmente es capaz de recuperar la verticalidad ayudándose de la pala a modo de palanca sobre el agua y mediante un golpe de cadera. Será una maniobra propia del kayak de aguas bravas, kayak de surf o de mar; prácticamente imposible de ejecutar en un kayak de velocidad donde el palista no va encajado en la bañera como en las modalidades mencionadas.
Paleo a ola: donde uno de los palistas aprovecha en beneficio propio la ola que el kayak (o canoa) de otro palista genera naturalmente al desplazarse. Se puede tomar en posición lateral y ligeramente retrasado frente al palista de referencia o situándose con la proa muy próxima al lugar de la salida de la pala del palista de delante. La toma de ola permite recibir cierto empuje de ésta y avanzar con menor resistencia, la pérdida de dicha ola nos sitúa en posición de contraola recibiendo el empuje en dirección opuesta y por tanto avanzando con mayor resistencia. Dicha toma de ola es característica de las competiciones de kayak de media y larga distancia (3000 a 28000 metros) donde pueden observarse las curiosas formaciones en rombo que adoptan los grupos de palistas que buscan la ola de sus competidores y evitan la zona de contraolas. 
Apoyo: el palista utiliza la pala no como elemento propulsor sino como apoyo para lograr un mejor equilibrio, para reducir la velocidad de la embarcación o para forzar una maniobra rápida de su kayak. Los apoyos en sus muy diversas formas se usan tanto en aguas tranquilas como especialmente en aguas bravas o en el mar donde los giros y cambios de dirección son más frecuentes.
Repaleo: aquellas maniobras donde se busca un desplazamiento lateral o un giro rápido de la embarcación, en este caso mediante una técnica de propulsión y no de apoyo. La pala, ahora como herramienta de propulsión se acciona normalmente girada respecto de su posición normal desde una posición alejada y traccionando hacia la embarcación. En ocasiones describiendo una trayectoria curva (palada circular). Para lograr una respuesta rápida y efectiva del barco,  el palista que repalea suele reforzar su acción, girando, empujando con su cadera y desplazando el peso de su cuerpo hacia la pala. Existen múltiples variantes del repaleo.
Finalmente, tanto las modalidades de aguas bravas como las de kayak de mar cuentan con maniobras específicas de cada, en algunos casos comunes. Respecto de las aguas bravas o el kayak de estilo libre, los palistas son capaces de ejecutar loopings, adelante y atrás, usando como ayuda la fuerza de la corriente; también se habla de tomas de corriente, cruces de corriente... etc. Las modalidades de surf o sus variantes también serán capaces, en este caso sobre las olas del mar, de ejecutar loopings, coger las olas de mar y evolucionar sobre ellas como lo haría un surfista en su tabla.